# Patrimoine industriel
 (février 2009).
Le patrimoine industriel comprend l'ensemble des témoignages matériels (paysages, sites de production tels usines, ateliers, moulins, documents, machines, outils, etc.) et immatériels (savoirs, savoir-faire, traditions…) des processus de production industrielle.
À partir du XIXe siècle, l'industrialisation a façonné les paysages des pays de l'hémisphère nord. Progressivement, ces héritages ont été patrimonialisés ; le patrimoine industriel est dès lors devenu une composante indissociable de l'environnement.

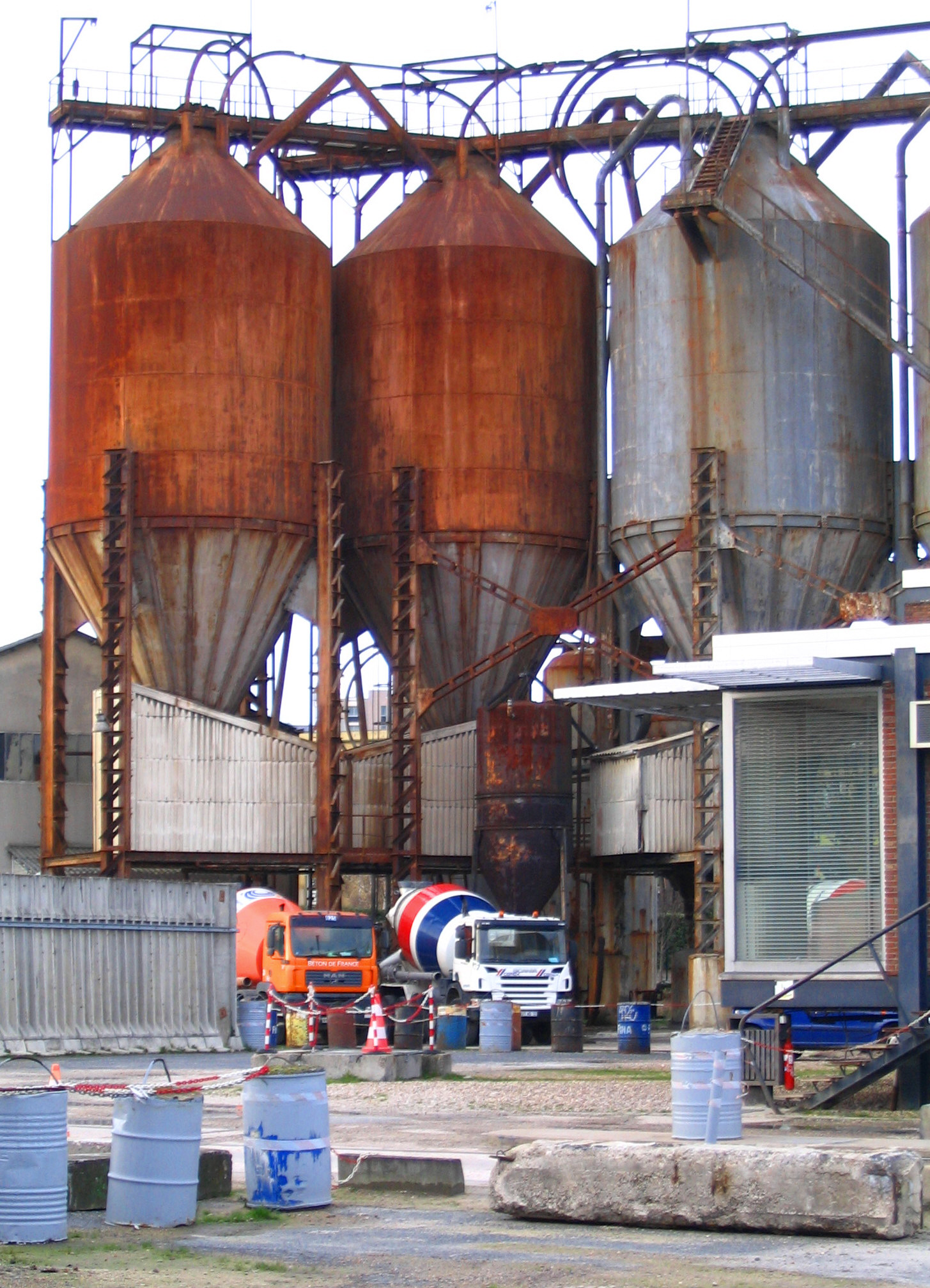
Silos à ciment à Viry-Châtillon (91)

Durant ces deux derniers siècles, la révolution industrielle a extrait du charbon ou du fer, transformé le paysage avec des terrils. Elle a laissé dans son berceau, l'Europe du Nord et de l'Ouest, un patrimoine monumental, technique et culturel exceptionnel, mais l'ensemble des régions du monde dispose d'un patrimoine industriel dense et protéiforme.

## Par pays

### Belgique

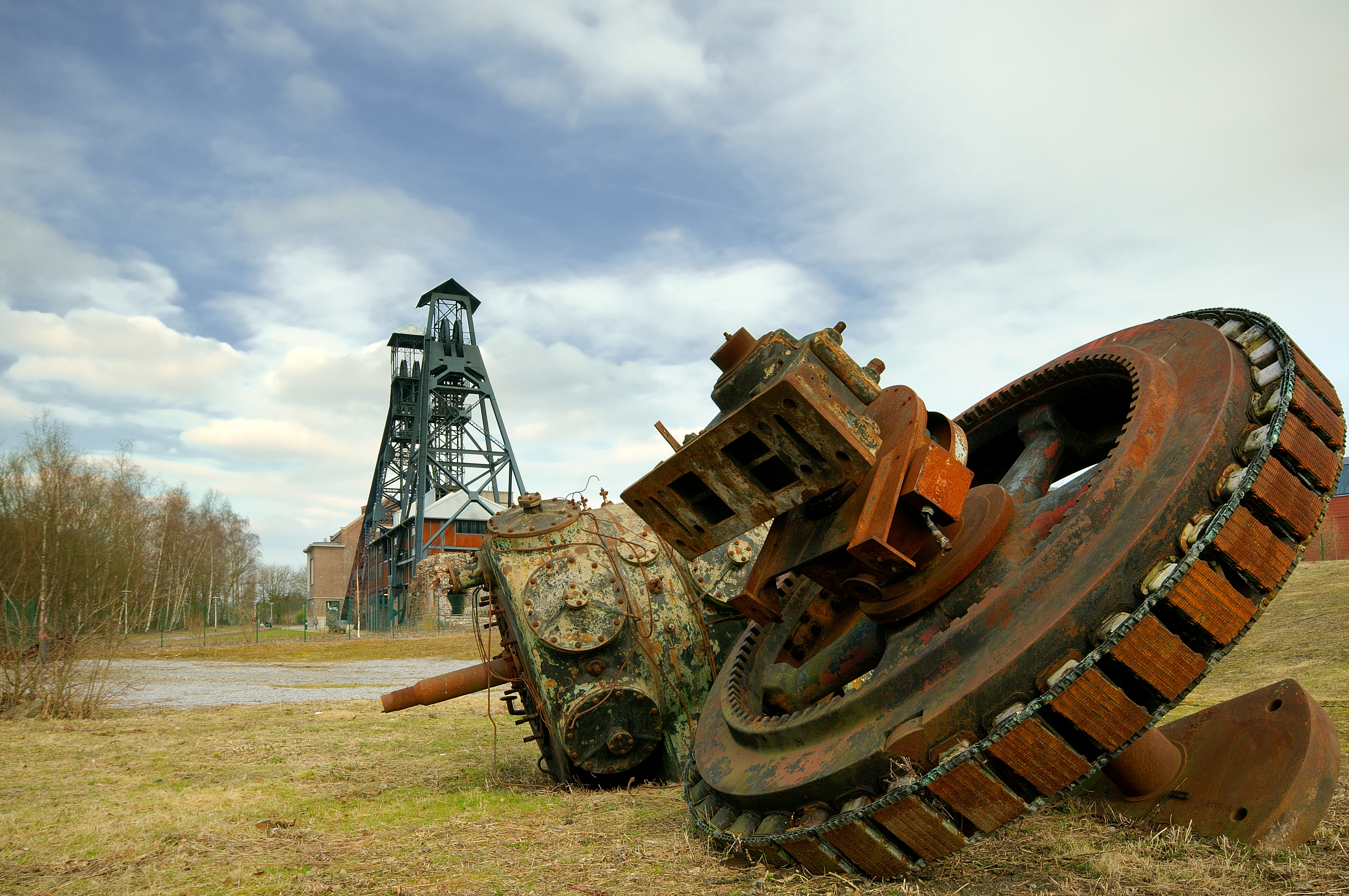
L'ancien charbonnage de bois du Cazier à Marcinelle

En Belgique, l'étude et la conservation du patrimoine industriel commence dans les années 1970.
Une loi de 1931 sur la protection des monuments offrait théoriquement toutes les possibilités de protéger légalement les vestiges industriels et techniques.
En 1950, le fourneau du fourneau Saint-Michel (1771) est classé grâce aux efforts de René Evrard (1907-1963). Le fourneau date de 1771 et constitue l'un des unique vestige de la métallurgie forestière, celle qui existait avant l'arrivée du coke
En 1942, en pleine occupation, le « kleine molen » à Gistel (nl:Oostmolen (Gistel)) est classé. La même année, les vestiges du vieux moulin de l'Abbaye de Floreffe sont également classés. Pendant les années de guerre 57 moulins sont classés, plus que dans la période 1945-1975.
Dès 1975 différents sites industriels sont classés : gares, distilleries de genièvre, stations de pompage, filatures, terrils, etc.
En 1978 est créée en Flandre la « Vlaamse Vereniging voor Industriële Archeologie vzw », Association Flamande pour l'Archéologie Industrielle
En 1984, en Wallonie, l' « asbl Patrimoine Industriel Wallonie-Bruxelles », tous deux chapeautés par The International Committee for the Conservation of the Industrial Heritage (en:TICCIH). En 1999, est créé l’Institut du patrimoine wallon, dont une des missions est de valoriser, restaurer ou participer à la gestion de monuments classés par la région. Parmi ces monuments, se trouve du patrimoine industriel, comme les moulins de Beez à Namur.

### Angleterre
L'Angleterre a entrepris d'étudier et de rénover son patrimoine industriel dans les années 1940.
En 1962, la destruction de la vieille Gare d'Euston à Londres produit de l'émoi dans la population  [réf. nécessaire]

### France

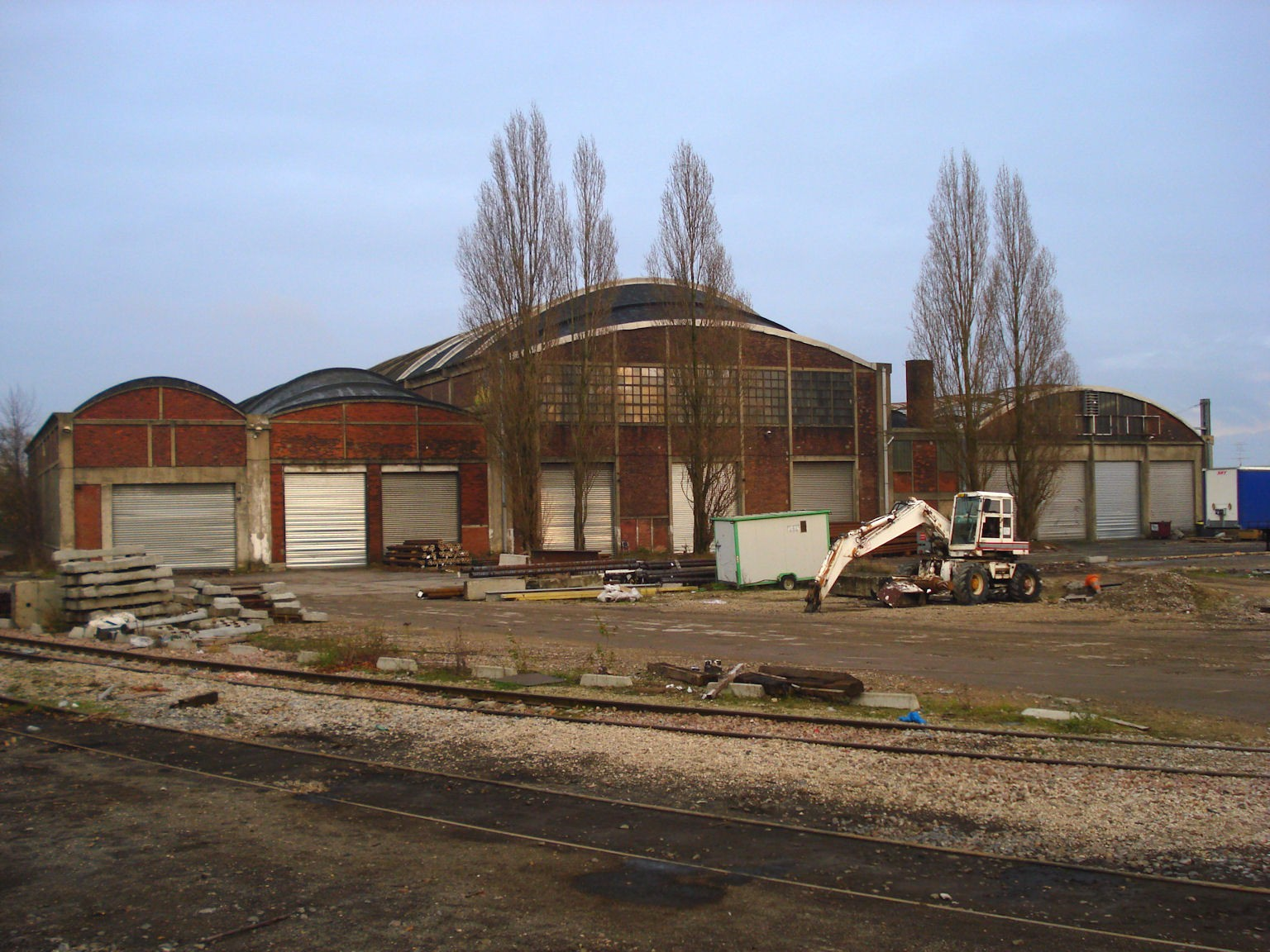
Ancien dépôt ferroviaire de Trappes

#### Années 1970, vers une reconnaissance du patrimoine industriel comme champs d'étude

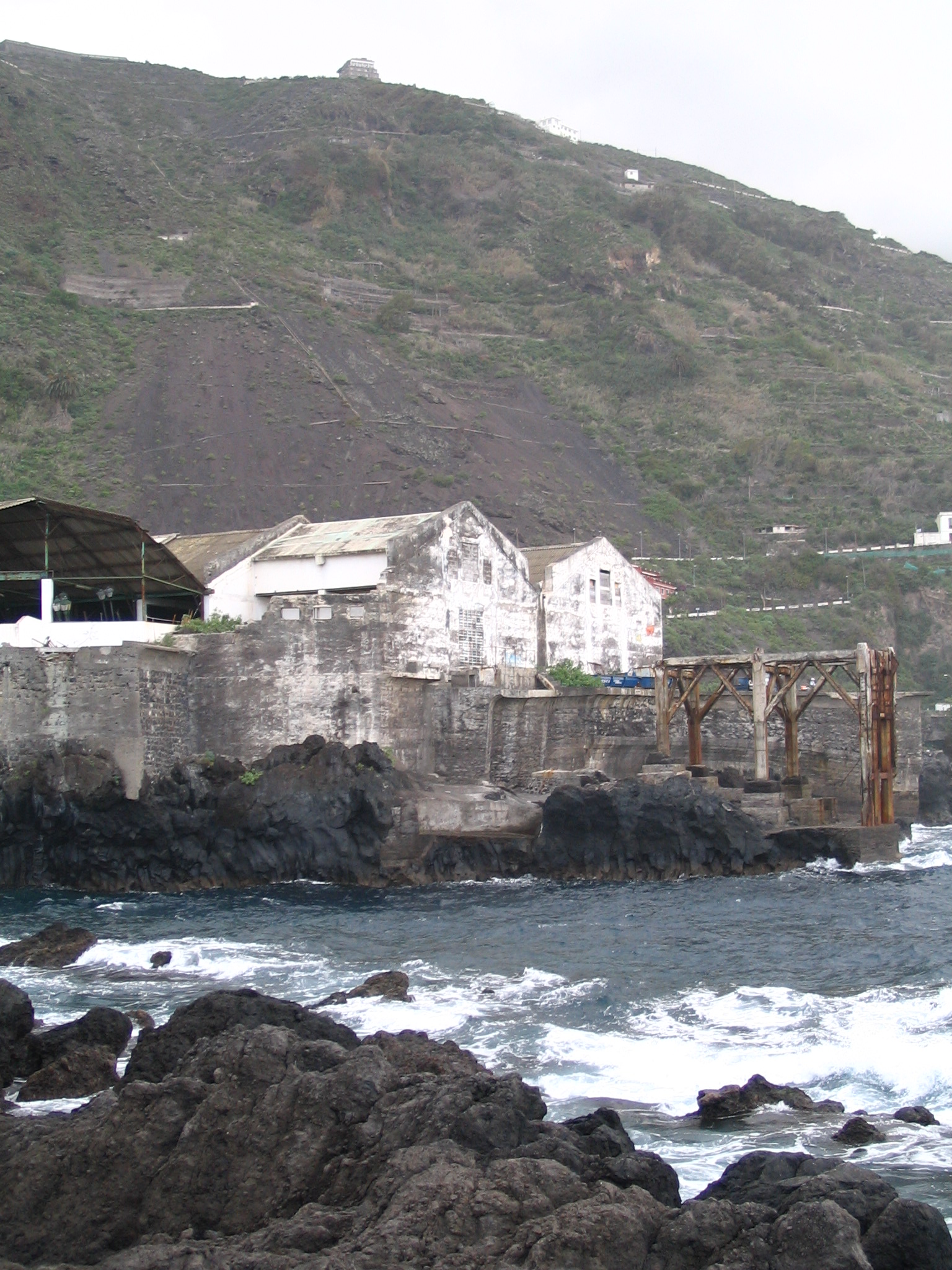
Entrepôts et transbordeur du port de Garachico, île de Tenerife, îles Canaries. Années 1930. Ce transbordeur permettait de charger les marchandises sans obliger les cargos à accoster cette côte déchiquetée. Il fut partiellement détruit par une tempête en 1951.

La France a commencé à s'y intéresser à la fin des années 1970. Les régions industrielles les plus anciennes (Lorraine, Nord-Pas-de-Calais, etc.), touchées en priorité par la désindustrialisation, ont pris conscience de l'attrait touristique des vestiges de leurs industries.
En 1975, Maurice Daumas réalise en 1975 la première enquête sur « les bâtiments industriels aux XVIIIe et XIXe siècles av. J.-C. en France »
En 1976 a lieu au Creusot un colloque sur « La conservation du Patrimoine Industriel dans les sociétés contemporaines ». Il entérine la reconnaissance du patrimoine industriel comme champ d'étude.
En 1978 est créé le Comité d'information et de liaison pour l'archéologie, l'étude et la mise en valeur du patrimoine industriel.

#### Années 1980, l'inventaire général
Dans la foulée de l’« année du patrimoine » en 1980, est créée en 1983 la « Cellule du patrimoine industriel » au sein de la Sous-direction chargée de l'Inventaire général des monuments et des richesses artistiques de la France du ministère de la Culture.
Depuis 1986, l'Inventaire général met en œuvre un programme de repérage national du patrimoine industriel qui recense et étudie tous les lieux de production qu'ils soient en activité ou non.

#### Considérations sur le fonctionnement du ministère de la culture
La complexité des différents services du ministère de la culture n’est sans doute pas étrangère au retard constaté dans l’inventaire systématique.
- D’un côté, les conservations régionales de l’inventaire privilégient, pour des raisons de cohérence et d’efficacité, des « inventaires par cantons », mais elles ont tout de même réalisé des études thématiques telles – par exemple – les caves coopératives viticoles de Provence-Alpes-Côte d’Azur, mais aussi des revues comme « Les images du patrimoine ».
- De l’autre, les conservations régionales des monuments historiques ont, elles, comme vocation de recenser les éléments patrimoniaux les plus représentatifs et de proposer aux collèges régionaux du patrimoine des sites de protection au titre de la loi du 31 décembre 1913 sur les monuments historiques.

Le regroupement, un temps effectif, des documentalistes recenseurs des conservations régionales des Monuments historiques avec les services régionaux de l’inventaire a certes été abandonné car il n’a pas donné les résultats escomptés, mais il a permis de renforcer, là ou ce n’était pas suffisamment le cas, la coordination et les actions communes des services.
Enfin l’intervention des services d’ethnologie doit également être soulignée à travers des actions parfois très opérationnelles, associant recherche, restauration et promotion touristique :  Créer un « réseau de sites liés au patrimoine industriel » intégrant notamment la Taillanderie de Nans-sous-Sainte-Anne a été une initiative très originale de l'ethnologue de la Direction régionale des affaires culturelles de Franche-Comté ; les thèmes en étaient : forges, tuilerie, salines, fromagerie, distillation, etc. Jean-Louis Perrier (Le Monde du 20 août 1995) relevait que : « La logique, au début (en 1978), est celle de la préservation de monuments historiques. Il s'agit d'inventorier et d'étudier un territoire que quelques hauts fonctionnaires éclairés s'alarment de voir s'altérer ».
Contrairement à d'autres régions où le mouvement est issu de la volonté d'érudits locaux ou d'anciens ouvriers d'un site, nous étions ici dans une logique de pouvoirs publics, qui, rationnellement, définissent une politique du patrimoine industriel et s'appuient immédiatement sur l'université pour entreprendre un inventaire, commente le Directeur des musées, Philippe Mairot. On a confié par exemple à des étudiants un repérage de toutes les tuileries sur le terrain et dans les archives, et une fois que l'ensemble a été répertorié, on a pu dire : « il faut conserver celle-ci plutôt que telle autre ».
En prenant en main son patrimoine industriel, la Franche-Comté s'est engagée bien au-delà de la simple conservation de bâtiments et de machines. Elle a ouvert des voies originales de mise en valeur, qui replacent l'homme au cœur du site. Dix lieux, intégrant des entreprises en activité, ont été ainsi mis en réseau par les Musées des Techniques et Cultures Comtoises, apportant une dimension élargie à la notion de patrimoine industriel. Cette impression de complexité des structures administratives et services de recherches, due à la partition des missions des services, est toutefois corrigée dans la pratique car tous les services cités relèvent d’une seule structure : la direction régionale des affaires culturelles.
De nombreuses initiatives peuvent déboucher sur une nouvelle vie du patrimoine industriel grâce au tourisme très friand du mode de vie des salariés de l’industrie minière, de la sidérurgie… Même des films comme « Les grandes gueules » dont l’action se situe dans les scieries Vosgiennes dont certaines sont aujourd’hui modernisées dans le cadre des politiques sur fond de développement durable ont apporté leur lot de sensibilisation à ces vestiges industriels.
Les exemples d’intégration réussies ne manquent pas : l’action concertée de l’Association pour les Musées des Sciences de Strasbourg (AMUSS), des Amis du Vieux Strasbourg, des Services de l’État, du maître d’œuvre de l’opération - l'atelier Maechel - et du propriétaire des lieux ont permis l’intégration des Anciennes Glacières de Strasbourg dans le projet d’aménagement d’un hôtel de luxe au cœur de la Petite France, dans le quartier des Moulins, sur les canaux de l’Ill. Ce type d’action montre que la cohabitation est non seulement possible mais qu’elle contribue au développement économique d’un site commercial,.
On a ainsi pu maintenir d’anciennes glacières, témoins du premier processus de fabrication industrielle de glace, à l'intérieur d'un luxueux hôtel de soixante-douze chambres disposées dans les étages et des équipements et services généraux au rez-de-chaussée. Ont été protégés au titre des monuments historiques : 3 turbines à pales, 2 grandes roues de transmission avec leurs courroies en cordes, l'axe principal souterrain, 4 manomètres, 2 alternateurs, 4 compresseurs avec leur volant, 4 condensateurs, 3 tableaux de commande électrique.

#### Années 1990
Les Journées du patrimoine 1997 portent pour la première fois un éclairage spécifique sur le patrimoine industriel français : usines, fabriques, mines, fours à chaux, locomotives et voitures. Les habitants ont découvert à cette occasion l'extraordinaire diversité de ce patrimoine technique : paysages, bâtiments, machines, outillages, savoir-faire, mais aussi le fabuleux capital humain qu'il recouvre.
Cette prise de conscience reste cependant très partielle, cantonnée à certaines régions ou à certaines typologies de bâtiments (architectures métalliques ou de briques). De nombreux édifices restent négligés ou voués à la destruction, handicapés par une esthétique du béton ou par l'image négative du monde industriel dans la société française.

## Les secteurs du patrimoine industriel

### Extraction et Production
- Exploitations minières

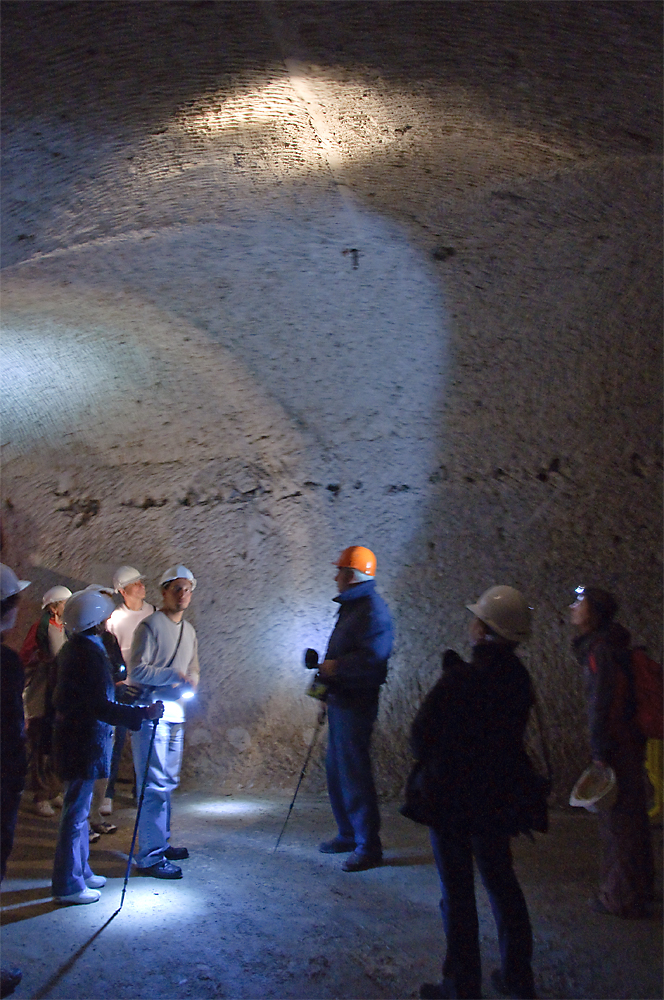
Visite des carrières de craie de Meudon lors des Journées européennes du patrimoine 2010.

- Barrages et centrales hydroélectriques
- Centrales thermiques
- Centrales électro-nucléaires
- Éoliennes et aérogénérateurs

### Transformation et négoce
- Industries métallurgiques
- Industries chimiques
- Industries textiles
- Raffineries
- Minoteries et moulins
  - Grands moulins de Corbeil
  - Grands Moulins de Pantin

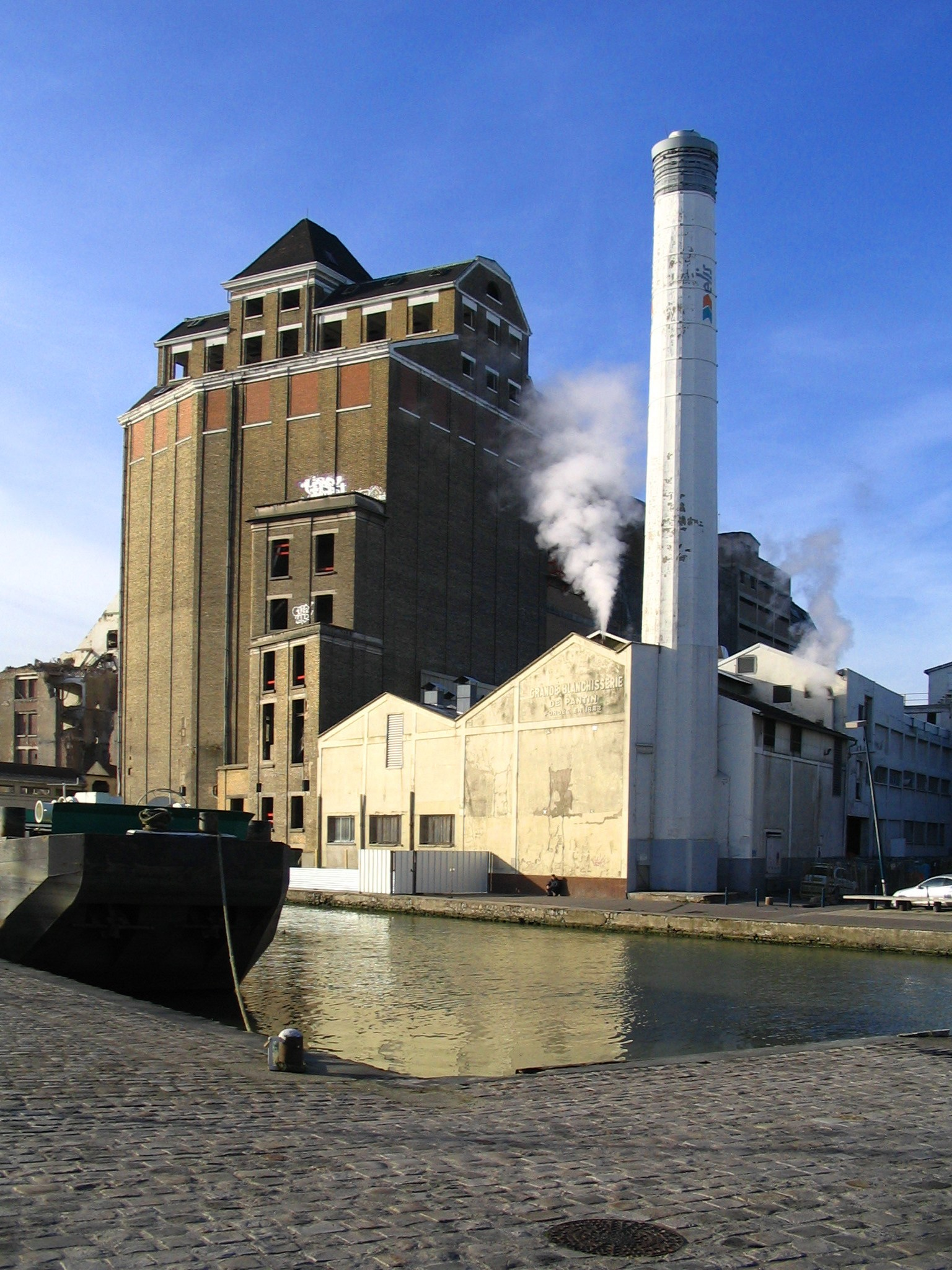
Grande Blanchisserie et Grands Moulins de Pantin (Seine-Saint-Denis)
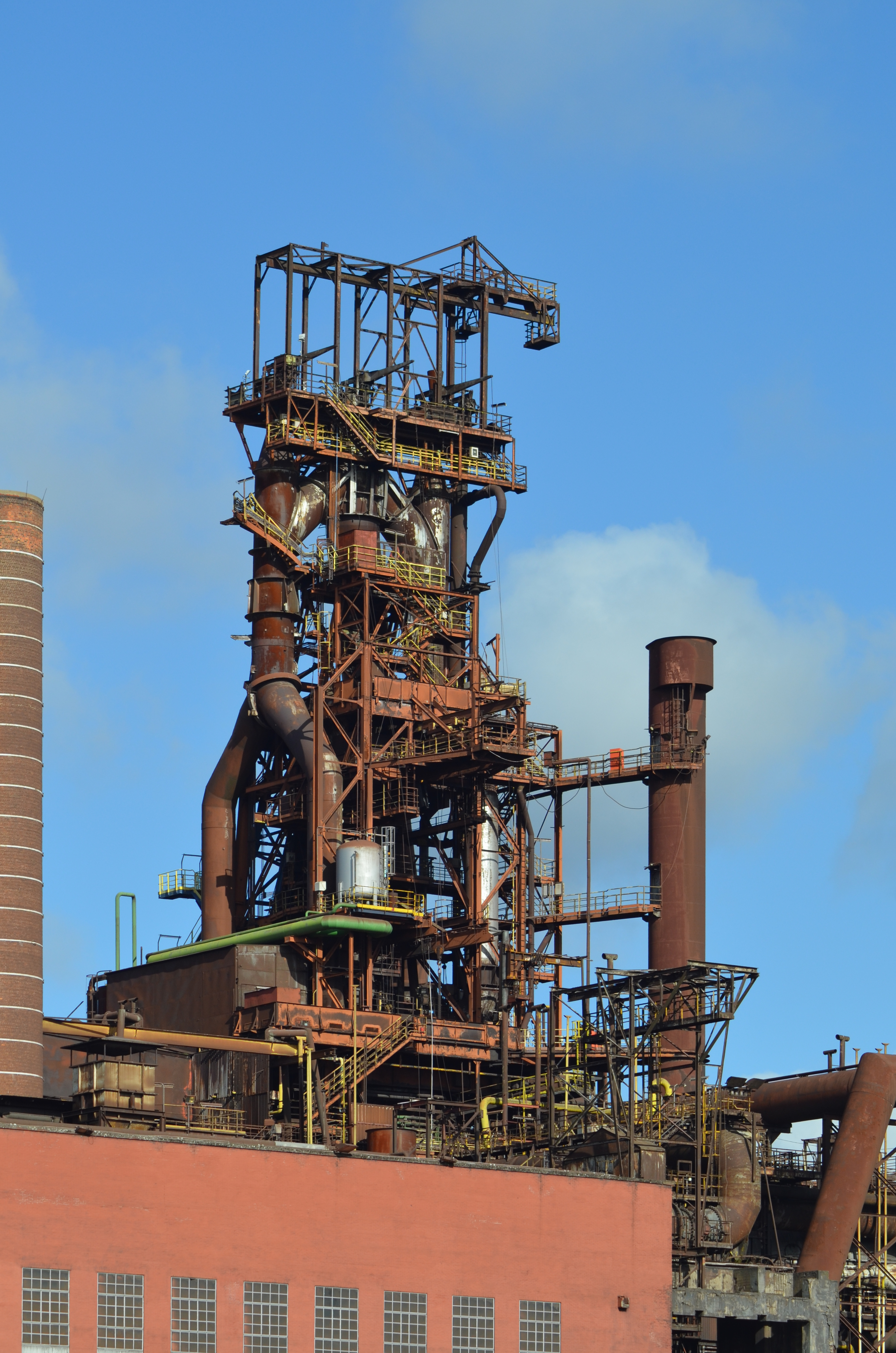
Le haut-fourneau numéro 4 Carsid-Duferco à Marcinelle - Belgique
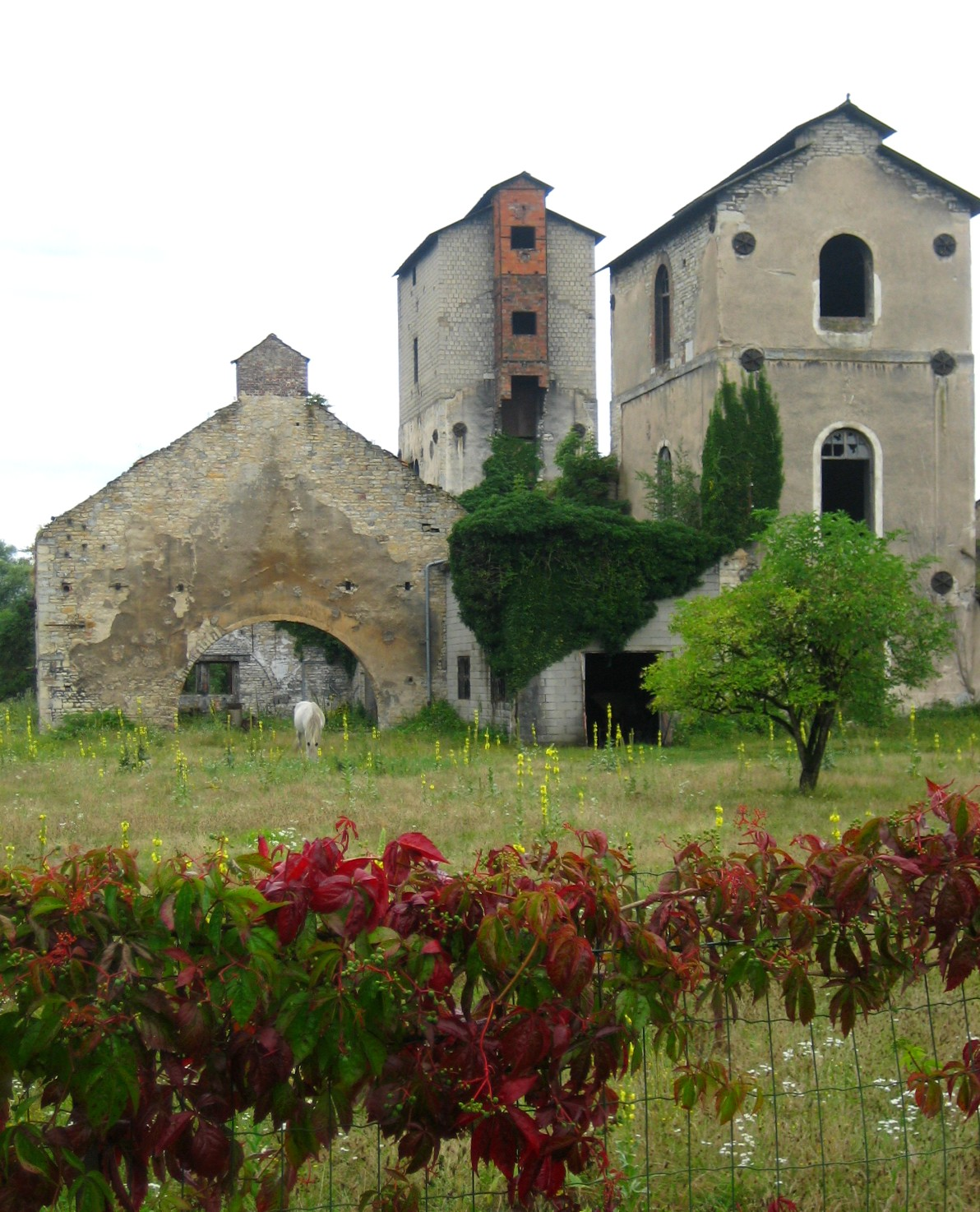
Vestiges des Forges de Rans

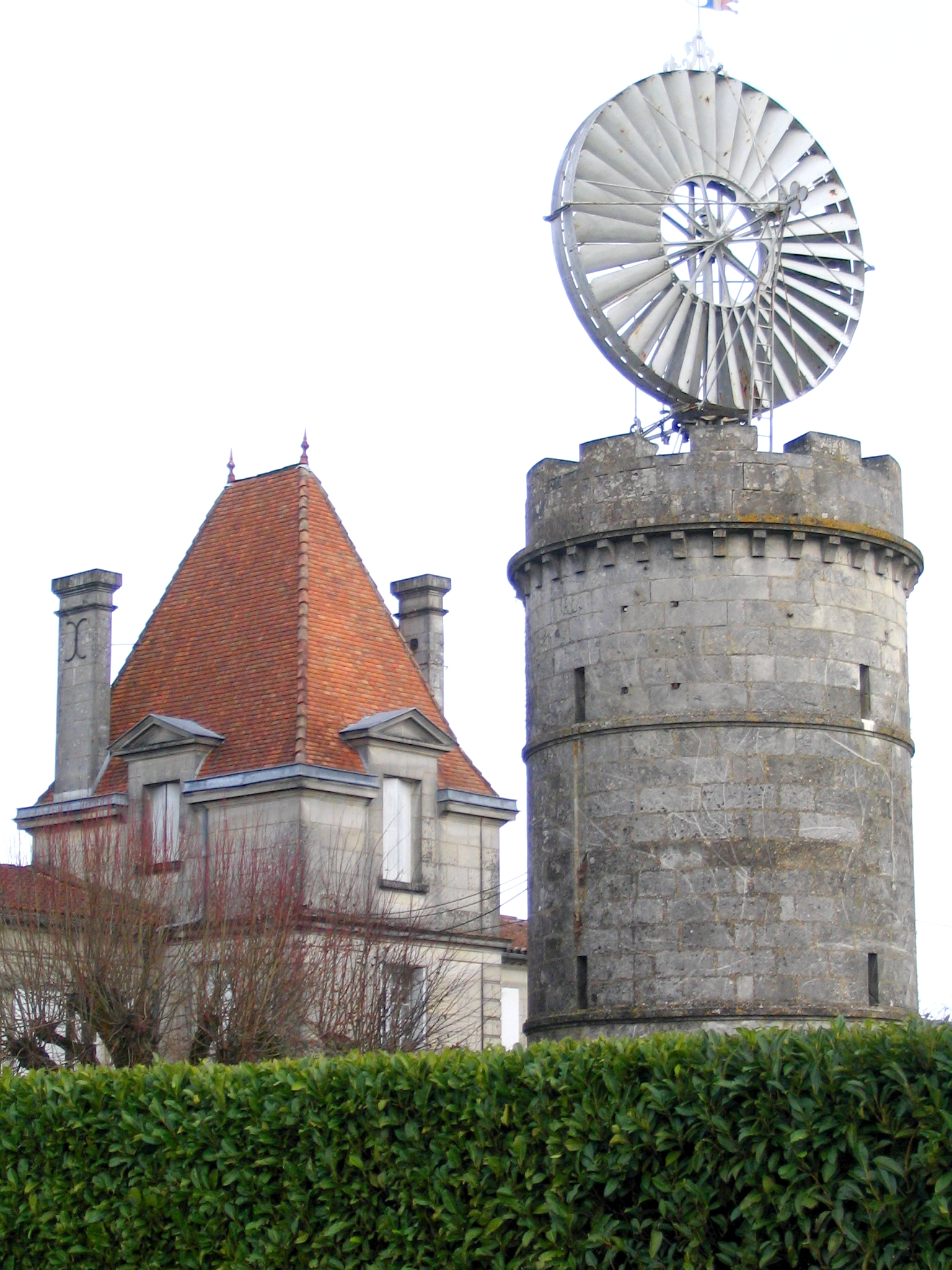
Éolienne Bollée de relevage d'eau du XIXe siècle sur son château d'eau, Charente-Maritime, France.

### Infrastructures
- Ports maritimes
- Réseau fluvial
- Aéroports
- Réseau ferroviaire
  - Dépôt de locomotives
  - Aérotrain
  - Monorail
- Châteaux d'eau
- Transport d'énergie
- Ponts et ouvrages d'art
- Halles et marchés
- Cités ouvrières
- Usines de traitement des eaux
- Usines de traitement des déchets

## Problématiques liées à la notion de patrimoine industriel

### Distinguer le patrimoine industriel du patrimoine artisanal
L’explosion, ces dernières années, du tourisme industriel prouve l’intérêt manifeste des Français pour leur patrimoine et pour le monde du travail, celui des entreprises. Les trois types de sites les plus visités par les Français se concentrent cependant sur les activités traditionnelles qui font une large part au patrimoine rural et artisanal.
La frontière entre patrimoine industriel et patrimoine ethnologique ne peut manquer, parfois, d’être indécise, mais on peut considérer que le patrimoine industriel illustre l’évolution des techniques.
D’autre part, les concepts de « mécanisme » et « d’outil » sont, ici, fondamentaux : un certain nombre de choix, arbitraires, ont dû être faits pour éviter de trop disséminer l'unité de ce travail. On retiendra, par exemple, les mécanismes d’horlogerie à l’exclusion des pendules, les armes à l’exception des armes blanches.

### La protection du patrimoine industriel au titre des Monuments historiques

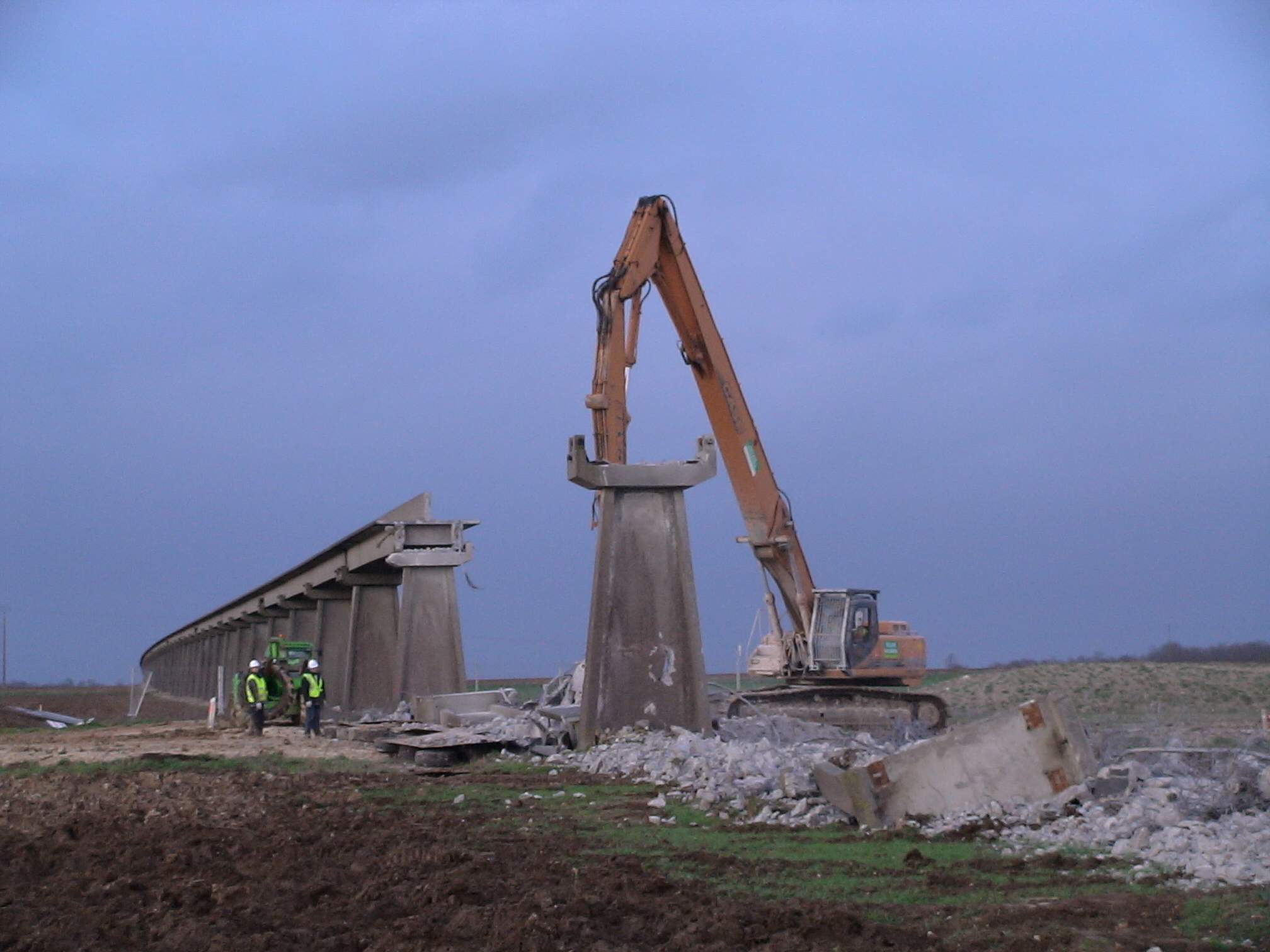
Destruction en avril 2007 d'une partie de la voie aérienne de l'aérotrain de l'ingénieur Jean Bertin.

La notion de monument peut-elle être appliquée au patrimoine industriel ? C’est la question que posait Pierre-Antoine Gatier aux Entretiens du patrimoine en novembre 1998 en indiquant qu'« Il s’agit là d’une interrogation portant sur la légitimité du service des monuments historiques à intervenir sur le patrimoine industriel, et sans doute sur les nouvelles formes patrimoniales identifiées par le mouvement actuel « d’extension de patrimoine » (patrimoine du XXe siècle, jardins…).
Cette intervention est légitime, car elle vaut reconnaissance du caractère public de cet héritage ; elle est également nécessaire, car le service des monuments historiques, à l’écoute de l’air du temps, doit confronter son expérience aux formes les plus hétérogènes du patrimoine. Au-delà du caractère technologique, c’est sans doute sa dimension humaine qui confère au patrimoine industriel sa forme propre.
L’héritage industriel est riche, parce qu’il intègre dans une chaîne patrimoniale un site, une architecture, des machines et des procédés, des productions… dont la cohérence doit être maintenue, lors de son intervention, par le service des monuments historiques. Mais est-ce possible lorsque l’usine « vivante », est naturellement soumise à une logique du progrès technologique, et du remplacement ?
Une chocolaterie et des sites miniers classés monuments historiques, des hauts-fourneaux éteints en cours de sauvetage, des fours à chaux préservés avec autant de soin que des châteaux forts, d’anciennes salines placées sur la liste du Patrimoine mondial de l’humanité de l’Unesco, ce sont quelques exemples de l’important effort de sauvetage du patrimoine industriel de la France mené avec succès ces dernières années ».
La question reste cependant posée de l'adéquation de la notion française de Monument historique avec le patrimoine industriel. Les rigidités du principe de conservation prôné par les MH pour les monuments classés sont très éloignées des réalités du patrimoine industriel. L'industrie évolue et s'adapte en continu pour faire face aux nouveaux défis techniques et sociaux. Figer un édifice industriel dans un état idéal équivaut alors à nier ce principe.
Cette question reste débattue dans le milieu des Monuments Historiques. « Le choix du transfert dans un musée ou la conservation sur place touche à une problématique très compliquée où le sens des musées de plein air, les possibilités limitées de la conservation sur place, la nature des bâtiments et des opérations, les problèmes éthiques par rapport au patrimoine (muséification ou rénovation) et les méthodologies de la conservation sont en jeu ». Un débat important mais dont la durée occulte malheureusement la disparition rapide d'éléments importants du patrimoine industriel.

## Organismes assurant la promotion du patrimoine industriel

### Les routes du patrimoine industriel
Créée à l'initiative du Royaume-Uni, des Pays-Bas et de l'Allemagne, l'association ERIH (European Route of Industrial Heritage, en français « Route européenne du patrimoine industriel »)  a entrepris de relier, de coordonner et de promouvoir les vestiges, musées et sites remarquables du patrimoine industriel, avec le soutien financier de l'Union européenne.